# Gravitholus albertae
Gravitholus albertae es la única especie conocida del género extinto Gravitholus ("domo pesado") de dinosaurio marginocéfalo paquicefalosáurido, que vivió a finales del período Cretácico, hace aproximadamente 85 y 71 millones de años, en el Campaniense, en lo que hoy es Norteamérica. Fue un paquicefalosauriano, un tipo de dinosaurio con un cráneo grueso hecho del hueso endurecido. Vivió en Alberta, Canadá, y fue descrito en 1979 por W. P. Wall y Peter Galton.
La especie tipo es Gravitholus albertae. Hay una discusión entre paleontólogos si el animal representa un género distinto, o si puede ser sinónimo con Stegoceras. Las publicaciones recientes indican que puede ser un género válido. Fue considerado un nomen dubium por Sullivan en 2003 y Williamson y Carr en 2003y por Sullivan en 2006. Pero fue considerado válido por Currie en 2005, Lehman en 2010 y Longrich et al. en 2010.